# Tommy McKearney
Tommy McKearney (Lurgan, 1952) és un periodista, sindicalista, escriptor i activista polític irlandès, antic militant de l'IRA Provisional que va participar en la vaga de fam de 1980 a Irlanda del Nord.

## Biografia
McKearney va néixer a Lurgan, al nord-est del comtat d'Armagh, però va créixer a The Moy, un poble al sud-est del comtat de Tyrone, just a l'altre costat del riu Blackwater del comtat d'Armagh. Va néixer en el si d'una família amb una llarga tradició dins del republicanisme irlandès. Els dos avis havien lluitat a l'Exèrcit Republicà Irlandès durant la Guerra d'Independència d'Irlanda. El seu avi matern, Tom Murray, fou general adjunt de la North Roscommon Brigade.
McKearney va perdre tres dels seus germans durant els conflicte nord-irlandès. Sean va morir en esclatar-li una bomba el 1974, Pádraig va ser assassinat per l'Special Air Service a l'emboscada de Loughgall el 8 de maig de 1987, i Kevin va ser assassinat per l'Ulster Volunteer Force el 1992 mentre treballava a la carnisseria familiar. La seva germana, Margaret, va ser objecte d'un intent d'extradició fallit el 1975, quan Scotland Yard la va considerar com «possiblement la dona terrorista més perillosa de Gran Bretanya».

## Activitat a l’IRA
El 9 d'agost de 1971, dia de l'Operació Demetrius, es va graduar de l'A-level. Tenia el propòsit d'estudiar a la Queen's University de Belfast i convertir-se en professor, però els seus resultats no eren prou bons per garantir-ne l'entrada i va decidir unir-se a l'IRA provisional, convertint-se en membre de l'East Tyrone Brigade. Va esdevenir l'officer commanding de la brigada a mitjan anys 1970. El 19 d'octubre de 1977 va ser detingut i acusat de l'assassinat de Stanley Adams, un carter i caporal del 8è Batalló de l'Ulster Defence Regiment. Va ser interrogat durant set dies en virtut de la Prevention of Terrorism Act i maltractat mentre estava detingut. Posteriorment, va ser condemnat a cadena perpètua amb un termini mínim recomanat de vint anys per l'assassinat d'Adams, després que el tribunal acceptés una declaració que mai no va signar segons el testimoni d'un inspector del Royal Ulster Constabulary.

### Vaga de fam
McKearney va estar involucrat en la Blanket protest i en la Dirty protest, i va participar en la vaga de fam de 1980 juntament amb altres membres de l'IRA. Abans de començar la vaga de fam, McKearney va escriure a la seva mare i al seu pare:
| « | Posaré totes les meves cartes sobre la taula. Vaig a la vaga de fam. Si moro, vull que em tornin a Roscommon i que m’enterrin al costat del meu avi... No deixeu que la gent intenti influir-vos, els vostres únics amics seran el Moviment Republicà. Si moro, no deixeu que la família tingui vergonya. Si moro, moriré sabent que la meva vida va ser per la causa i per als altres nois d’aquí. Si al meu funeral la premsa diu: "Mireu com l'IRA va deixar morir el vostre fill", només heu de dir: "El meu fill va morir com a soldat irlandès, no com a criminal britànic". | » |

Va passar 53 dies en vaga de fam, del 27 d'octubre al 18 de desembre i, segons el testimoni d'un metge, li quedaven poques hores per viure quan es va desconvocar la vaga.

### Alliberament
McKearney va sortir de la presó el 1993, després d’haver complert 16 anys de condemna. El 2003 va aparèixer al documental de la BBC Life After Life. Ara és periodista independent i escriptor, va editar la publicació Fourthwrite, és membre del Sindicat Independent de Treballadors d'Irlanda (Independent Workers Union of Ireland) i del Fòrum Socialista Peadar O'Connell.

## Obres
- The Provisional IRA: From Insurrection to Parliament (2011) Pluto Press

## Articles
- 2019. El Brèxit i el futur d'Irlanda. L'Accent
- 2021. No hi ha motiu per celebrar l’Estat d’Irlanda del Nord. L'Accent.